# 2456 Palamedes
2456 Palamedes é um asteroide troiano de Júpiter localizado no ponto de Lagrange L4 do planeta, o campo grego de asteroides. Foi descoberto em 30 de janeiro de 1966 no Observatório da Montanha Púrpura.